# 爪哇擬鰕虎魚
爪哇擬鰕虎（学名：Pseudogobius javanicus）为背眼鰕虎科擬鰕虎魚屬下的一个种。

## 分布
本魚分布於印度西太平洋區，包括安達曼群島、澳洲、柬埔寨、中國、臺灣、印尼、日本、菲律賓、帛琉、新加坡、馬來西亞、泰國及越南等海域。

## 特徵
本魚體延長略成圓柱狀，眼略突出，腹鰭癒合成吸盤。魚體呈略透明的青灰色，中央具一列不明顯的大型深色斑塊，腹部色淡，鱗片大且易脫落，尾鰭圓形，背鰭硬棘7枚，背鰭軟條7枚，臀鰭硬棘1枚，臀鰭軟條7至8枚，體長可達6公分。

## 生態
本魚棲息在河川下游、河口、內灣或紅樹林等沙泥底質且水流較平緩的地區，不好游動，屬廣鹽性底棲性魚類，屬雜食性，以有機碎屑及浮游生物為食。

## 經濟利用
可作為觀賞魚。

## 扩展阅读
- 維基物種上的相關：爪哇擬鰕虎鱼